# Perdita (satèl·lit)
Perdita, també conegut com a Urà XXV (designació provisional S/1986 U 10), és un satèl·lit interior d'Urà. El descobriment de Perdita va ser complicat. Les primeres fotografies de Perdita fan ser fetes per la sonda Voyager 2 el 1986, però no es va reconèixer a la fotografia fins al cap de més d'una dècada. El 1999, Erich Karkoschka es va adonar del satèl·lit i ho va informar, però com que no van poder fer més fotografies per confirmar la seva existència, va perdre la categoria de satèl·lit el 2001. Tanmateix, el 2003, fotografies del telescopi espacial Hubble van capturar un objecte que es trobava on Perdita hauria de ser, confirmant finalment la seva existència.
Perdita (paraula llatina que vol dir 'perdut') va ser anomenat en honor de Perdita, filla de Leontes i Hermione a l'obra de William Shakespeare Conte d'hivern.
El satèl·lit orbita entre Belinda i Puck. Les mesures preses pel Hubble proven que Perdita no segueix una òrbita kepleriana al voltant d'Urà; en comptes d'això, està clarament atrapat en una ressonància orbital 43:44 amb Belinda. També està prop d'una ressonància 8:7 amb Rosalina.